# The traveller
The traveller is een single van Chris de Burgh. Het is afkomstig van zijn album Eastern wind.
The traveller gaat over een wreker, altijd op weg ("I can almost feel his revenge"). Eastern wind gaat over een onheilsgevoel.
De single haalde geen plaats in de hitparades, zelfs niet in Noorwegen, waar het album weken lang op plaats 1 stond genoteerd.